# Ludwig Schirmer
Ludwig Schirmer (* 1929 in Wenigenehrich; † 2001 in Berlin) war ein deutscher Fotograf.

## Leben und Werk
Richard und Martha Schirmer, die Eltern Schirmers, hatten einen bäuerlichen Betrieb und eine Wassermühle in Berka. Schirmer absolvierte bei ihnen ab 1943 eine Landwirtschaftslehre und arbeitete dann in deren Landwirtschaft. Ab 1947 machte er eine weitere Ausbildung zum Müller. Er übernahm die Mühle und erwarb 1953 den Meistertitel.
1949/1950 hatte er sich eine Primarflex-Kamera gekauft, mit der er als Autodidakt ambitioniert fotografierte. Seine Motive waren u. a. die Menschen aus seinem Dorf, die Ballettschülerinnen in Sondershausen und das Schlepperwerk Nordhausen. Nach einigen Jahren wurde er in Sondershausen als Amateurfotograf in eine Fotogruppe des Kulturbundes aufgenommen. Er beteiligte sich nun an Fotowettbewerben und erhielt 1956 von umliegenden volkseigenen Industriebetrieben erste Aufträge. 1959 wurde er in den Verband Deutscher Journalisten aufgenommen und war auf der 2. Berliner Internationalen Foto-Ausstellung (bifota) vertreten. 1961 beendete er seine Tätigkeit als Müller und zog nach Berlin, wo er ein Fotostudio eröffnete. Er wurde in eine Arbeitsgemeinschaft für Werbung und Ausstellungsgestaltung berufen und erhielt nun insbesondere von Außenhandelsunternehmen, Großbetrieben und kulturellen Institutionen Aufträge für Werbezwecke. Ab 1969 beteiligte er sich mit Erfolg an internationalen Fotowettbewerben. Ab 1987 beschäftigte er sich intensiv mit der Porträtfotografie von Dirigenten und Solisten im Schauspielhaus Berlin und in der Berliner Philharmonie.
1990 gab er sein Fotostudio auf. Ab 2000 machte er mit der Camera obscura Landschafts- und Architekturaufnahmen.
Schirmer gehörte zu den wichtigsten Werbefotografen der DDR. In seinen Fotos konzentrierte er sich vor allem auf Form und Ästhetik der Maschinen und Produkte, wobei manche seiner Schwarz-Weiß-Aufnahmen an die sozialdokumentarische Arbeiterfotografie erinnern, was jedoch nicht Schirmers eigentliches Anliegen war. Für ihn war die Erzielung des bestmöglichen Bildes wichtig.
Ludwig Schirmer war der Vater der späteren Fotografin Ute Mahler und von Karsten Schirmer (* 1962), der ebenfalls Fotograf wurde. Der spätere Ehemann seiner Tochter, Werner Mahler, war von 1971 bis 1973 Assistent bei Schirmer.
Seit Schirmers Ableben sichtete, sicherte und sortierte seine Tochter mit ihrem Ehemann und von 2011 bis 2020 mit der Fotografin Lia Darjes (* 1984) seinen Bildnachlass.

## Einzelausstellungen
- 1989: Berlin, Schauspielhaus
- 2015: Berlin, Galerie für moderne Fotografie in der Gallery Central Berlin („Die Allee. Fotografien von Ute Mahler und Ludwig Schirmer“)[2]
- 2017: Berlin, Galerie für moderne Fotografie („Das Baukastensystem – Fotografien von Ludwig Schirmer“)[3]
- 2019: Berlin, Galerie für moderne Fotografie („Ludwig Schirmer. Mensch Maschine“)[4]
- 2025: Berlin, Galerie Springer („Farbenrausch. Ute Mahler, Werner Mahler, Ludwig Schirmer“)[5]
- 2025: Berlin, Akademie der Künste am Hanseatenweg („Ein Dorf 1950–1922 Ute Mahler, Werner Mahler, Ludwig Schirmer“)[6]